# ماتيو هيرمانز
ماتيو هيرمانز (بالهولندية: Mathieu Hermans)‏ ولد بتاريخ 9 يناير 1963 في خورلا، هولندا، هو دراج هولندي سابق في صنف سباق الدراجات على الطريق.

## سجل النتائج

### سباقات أو مراحل فاز بها
- طواف فرنسا
- طواف إسبانيا

## وصلات خارجية
- الموقع الرسمي

## روابط خارجية
- ماتيو هيرمانز على موقع أرشيف الدراجات (الإنجليزية)
- ماتيو هيرمانز على موقع إحصائيات الدراجات الإحترافية (الإنجليزية)
- ماتيو هيرمانز على موقع CycleBase (الإنجليزية)